# Bathycongrus retrotinctus
Bathycongrus retrotinctus és una espècie de peix pertanyent a la família dels còngrids.

## Descripció
- Pot arribar a fer 54 cm de llargària màxima.
- Cos moderadament llarg.
- Aleta caudal negra.
- Aleta pectoral pàl·lida.
- Cua prima.[6][7][8]

## Hàbitat
És un peix marí i batidemersal que viu entre 150 i 450 m de fondària.

## Distribució geogràfica
Es troba al Pacífic occidental: des del Japó fins a les Filipines.

## Observacions
És inofensiu per als humans.